# Al Qahirah
Al Qahirah eller Guvernementet Kairo (arabisk: القاهرة) er et guvernement i den nordlige del af Egypten, med 7.137.218 indbyggere, og et areal på 214 km2. Dens hovedstad er landets hovedstad Kairo.
Området grænser mod nord til guvernementet al-Qalyubiyah og Ash Sharqiyah, mod øst til Al Isma'iliyah og As Suways mod syd og vest Al Jizah. Til guvernementet hører byens centrum, og den gamle bydel på Nilens østbred, men bydelene vest for Nilen ligger i guvernementet Al Jizah.

## Eksterne kilder og henvisninger
1. ↑  Areal og befolkning

- Wikimedia Commons har flere filer relateret til Al Qahirah

30°3′N 31°22′Ø / 30.050°N 31.367°Ø